# OV3-2
OV3-2 (Orbiting Vehicle 3-2) – amerykański wojskowy satelita technologiczny typu OV3, czwarty satelita tej serii, który znalazł się na orbicie. Celem misji było prowadzenie badań warunków panujących w przestrzeni kosmicznej i ich oddziaływania na podzespoły satelitów. Wyniesiony na orbitę w 1966 roku satelita badał głównie parametry cząsteczek energetycznych w polach magnetycznych. Satelita po zakończeniu misji, spłonął w górnych warstwach atmosfery 29 września 1971 roku. 

## Budowa i działanie
OV3-2 został zbudowany przez firmę Aerojet, jako czwarty satelita typu OV3. Satelita miał kształt graniastosłupa o podstawie ośmiokątnej o średnicy 76 mm i masie 81 kilogramów. Miał badać warunki panujące w ziemskiej magnetosferze i wpływie jaki mogły one wywierać na działające satelity  . Satelita był stabilizowany obrotowo, wykonywał sześć obrotów wokół własnej osi na minutę . Wyposażenie satelity składało się głównie z spektrometru masowego, sondy Langmuira, magnetometru i czujników mierzących energię elektronów i plazmy, prowadzono także pomiary oddziaływania górnych warstw atmosfery ziemskiej na satelitę .

## Misja
Misja rozpoczęła się 28 października 1966 roku, kiedy rakieta Scout B wyniosła z kosmodromu Vandenberg na niską orbitę okołoziemską czwartego satelitę z serii OV3. Po znalezieniu się na orbicie OV3-2 otrzymał oznaczenie COSPAR 1966-97A .
Satelita po wykonaniu swojej misji spłonął w górnych warstwach atmosfery 29 września 1971 roku .